# ۵٬۱۲-بیس (فنیل اتینیل) نفتاسن
۵٬۱۲-بیس(فنیل اتینیل)نفتاسن  (به انگلیسی: 5,12-Bis(phenylethynyl)naphthacene) با فرمول شیمیایی C34H20 یک ترکیب شیمیایی با شناسه پاب‌کم 71485 است و جرم مولی آن ۴۲۸٫۵۲ گرم بر مول می‌باشد. 